# Trick or Treats
Trick or Treats – amerykański film fabularny (horror z podgatunku slasher) powstały w 1982 roku, napisany, nakręcony, zmontowany, wyprodukowany i wyreżyserowany przez Gary’ego Gravera. Film zrealizowano niskim budżetem, lecz mimo to, spotkał się on z dystrybucją kinową.
Fabuła skupia się na losach Malcolma, psychopaty, który ucieka ze szpitala psychiatrycznego, by zemścić się na byłej żonie.

## Wydanie DVD
Jak dotąd nie wydano filmu na rynku DVD. W przeszłości Vestron Video dystrybuowało film w obiegu VHS, lecz obecnie kaset nie można nabyć drogą kupną.